# حامد العبيدي
حامد علي العبيدي هو سياسي ليبي. هو أول وزير للتخطيط في ليبيا، وهو أيضاً آخر وزير للدفاع في العهد الملكي.

## نبذة
بدأ حياته وزيراً للزراعة في حكومة محمد عثمان الصيد في مايو 1961، ثم أصبح أول وزير لوزارة شؤون الإعمار في يونيو 1962، وهي التي تغير اسمها إلى وزارة التخطيط والتنمية، وقد حافظ على منصبه فيها حتى أكتوبر 1965، خلال فترات حكومات الصيد، ومحي الدين فكيني، ومحمود المنتصر، وحسين مازق.
كما تولى وزارة الأشغال العامة في حكومة مازق (أكتوبر 1965-أبريل 1967)، ووزارة الاقتصاد في حكومتي مازق، والبدري (أبريل-أكتوبر 1967).
تولى وزارة الدفاع في آخر حكومتين في العهد الملكي (حكومتي عبد الحميد البكوش، وونيس القذافي) حتى وقوع انقلاب 1 سبتمبر 1969.
سُجن بعد الانقلاب، توفي في السجن في مدينة بنغازي.